# 固新镇
固新镇，是中华人民共和国河北省邯郸市涉县下辖的一个乡镇级行政单位。

## 行政区划
固新镇下辖以下地区：
固新村、原曲村、昭义村、林旺村、东山村、西山村、小车村、老漳村、连泉村、云头村、回底村、小矿村、李家河村、大矿村、邢家村、坪上村、孔家村、吴家村和黄岩村。

## 中国传统村落
- 固新村